# Complex turístic

Els complexos turístics ofereixen serveis com ara piscines i zones de descans, tal com es veu aquí en un establiment de luxe a Playa Del Carmen

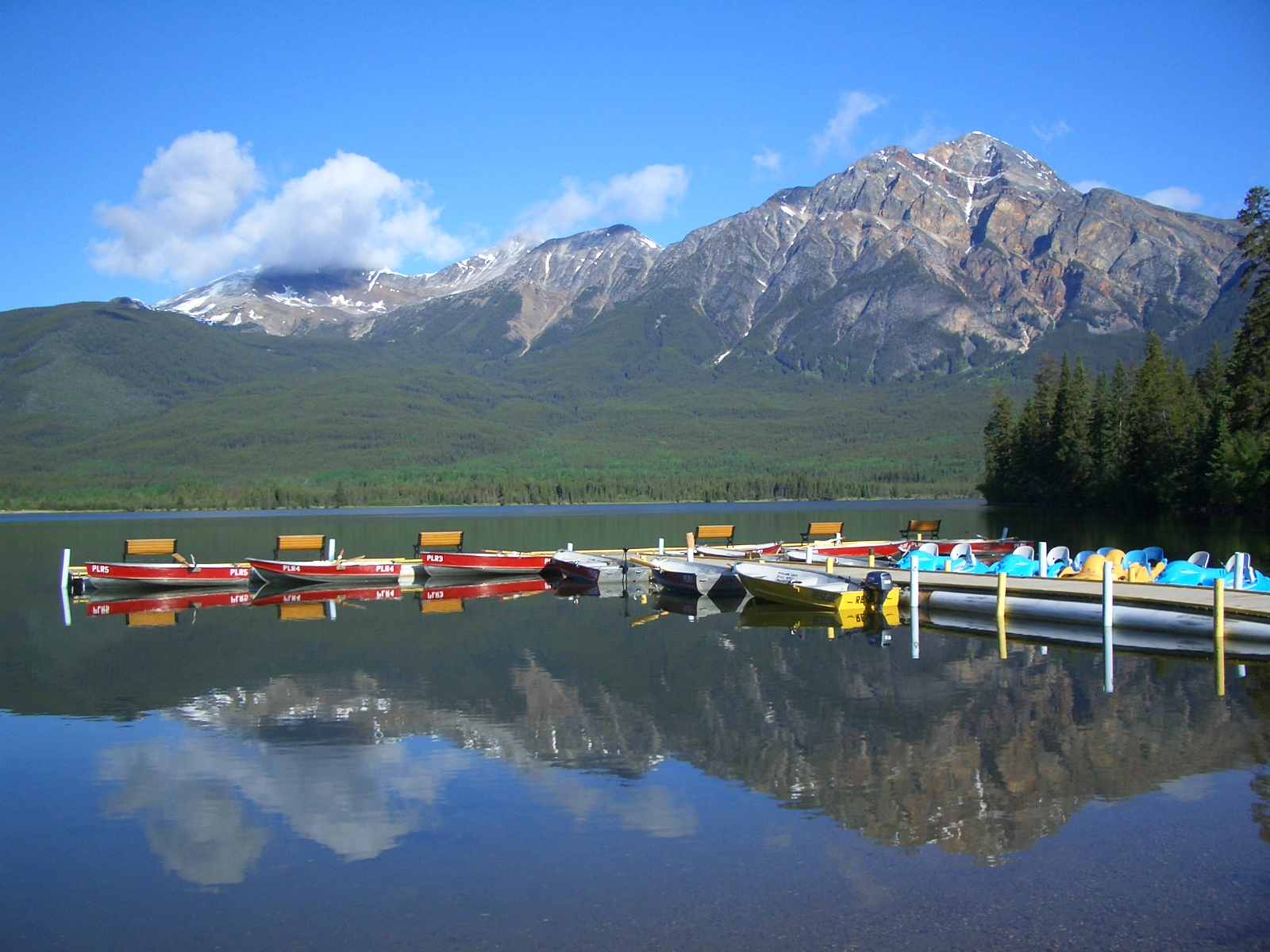
Caiac ofert per un complex turístic en un llac a Alberta

Un complex turístic és un tipus d'establiment comercial generalitzat a finals del segle xx orientat a satisfer la majoria de les necessitats de relaxació i divertiment d'un turista. Això inclou menjar, begudes, entreteniment, allotjament, esports i compres a les instal·lacions. Un hotel sovint és l'element central d'un complex turístic i el terme es pot utilitzar per a un hotel que ofereix una varietat d'activitats d'entreteniment i recreatives.
En anglès britànic, resort significa una ciutat que la gent visita per vacances i excursions d'un dia, que normalment conté hotels on s'allotgen els turistes. Exemples d'aquestes ciutats són Blackpool i Brighton.

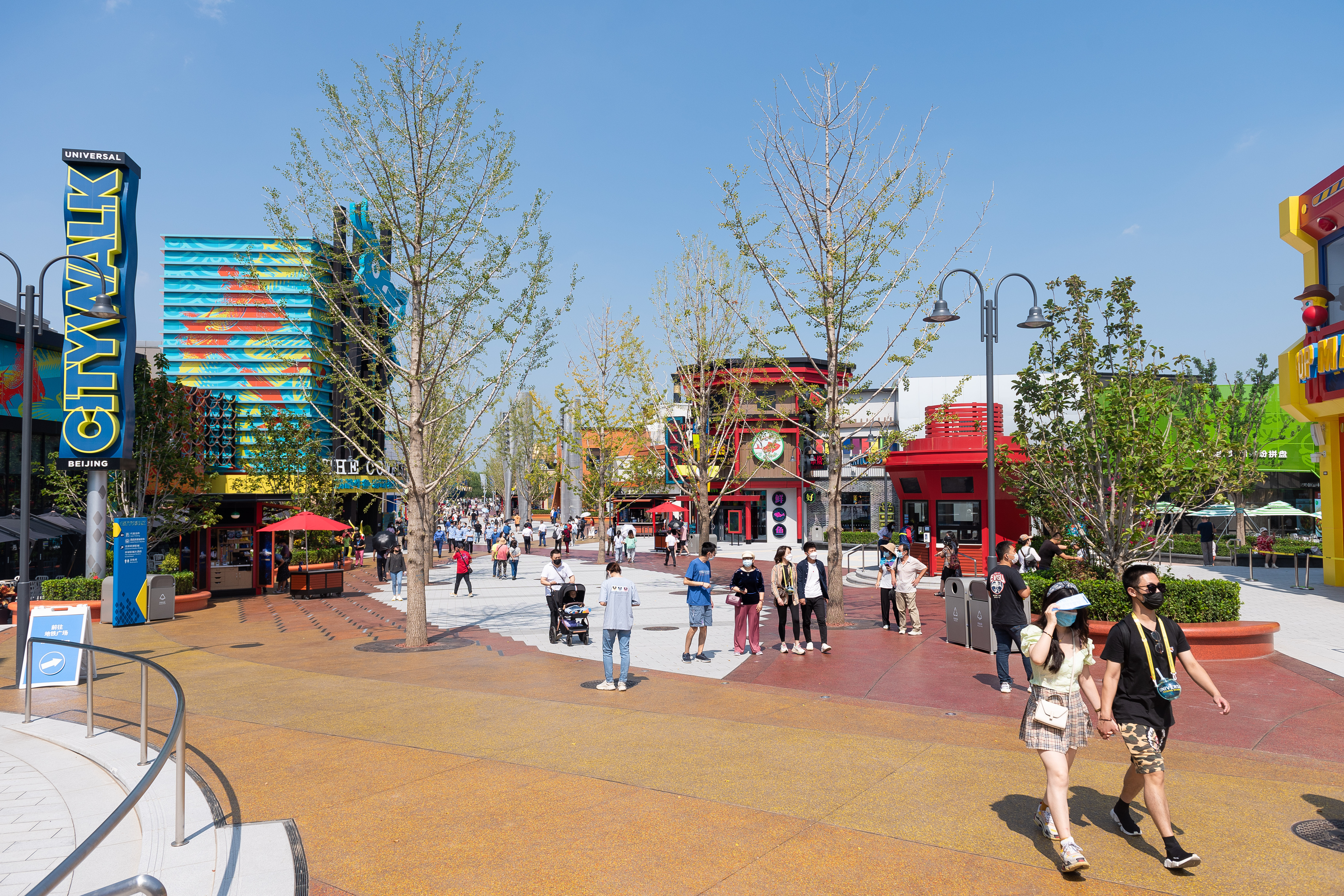
Universal Beijing Resort

Una qualitat d'un complex turístic és que ofereix menjar, begudes, allotjament, entreteniment i botigues dins de les instal·lacions, de manera que els hostes no han de sortir de les instal·lacions durant la seva estada. Les instal·lacions poden ser de major qualitat que la que s'esperaria si s'allotgés en un hotel o mengés als restaurants d'una ciutat. Alguns exemples de parcs d'atraccions que compleixen aquesta funció són Walt Disney World Resort i PortAventura World, entre d'altres.

## Tot inclòs
Un complex turístic amb tot inclòs cobra un preu fix que inclou la majoria o tots els articles. Com a mínim, la majoria dels complexos amb tot inclòs inclouen allotjament, menjar, begudes, activitats esportives i entreteniment il·limitats pel preu fix. Un complex turístic amb tot inclòs inclou tres àpats diaris, refrescos, algunes begudes alcohòliques, propines i altres serveis en el preu. El model amb tot inclòs es va originar als complexos turístics Club Med, que van ser fundats pel belga Gérard Blitz.
Els complexos turístics amb tot inclòs es troben arreu del món, des del Carib i la mar Mediterrània fins al mar Roig i altres llocs. Alguns complexos turístics amb tot inclòs estan dissenyats per a grups específics com ara adults, parelles o famílies. Els complexos turístics amb tot inclòs també són llocs força comuns per a viatges de noces.

## Tipologia

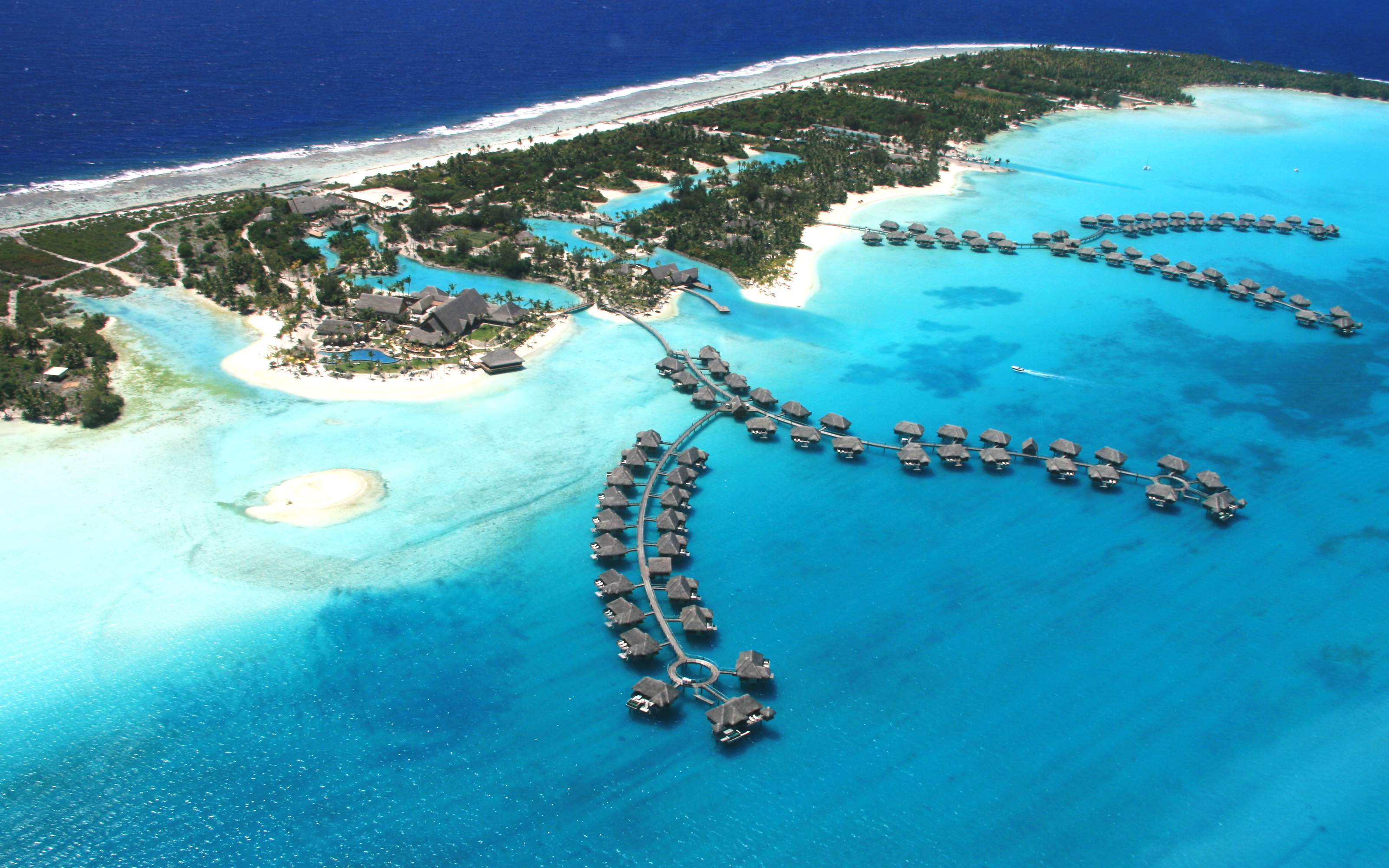
Four Seasons Resort Bora Bora

Un balneari és una instal·lació residencial de curta estada amb l'objectiu principal de proporcionar serveis individuals perquè la clientela desenvolupi hàbits saludables. Històricament, molts d'aquests balnearis es van desenvolupar a la ubicació de fonts termals naturals o d'aigües minerals. Sovint, durant una estada de set dies, aquests establiments ofereixen un programa complet que inclou serveis de salut, activitats de fitnes i programes de dieta sana.
Els golf resorts són complexos turístics que s'adrecen específicament a practicants del golf i inclouen accés a un o més camps de golf i/o cases club. Els complexos de golf solen oferir paquets de golf que proporcionen als visitants totes les tarifes de greens i carros, pilotes, allotjament i àpats.

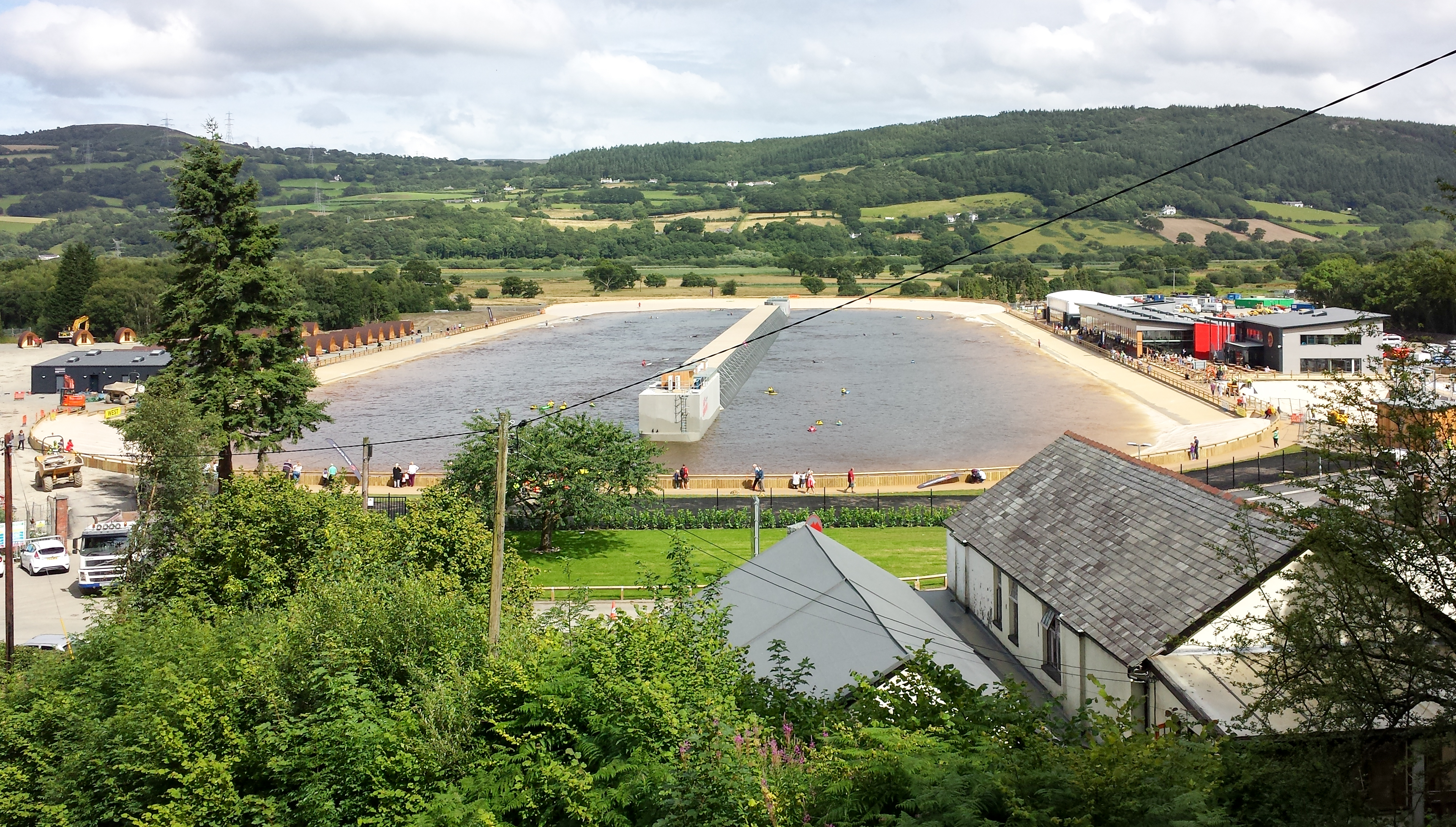
Surf Snowdonia a Gal·les

Els surf resorts són una tendència en l'oci i les vacances, basada en instal·lacions artificials de surf (mòbils o permanents) amb serveis i allotjaments dissenyats específicament per a la comunitat i els entusiastes d'aquest esport.

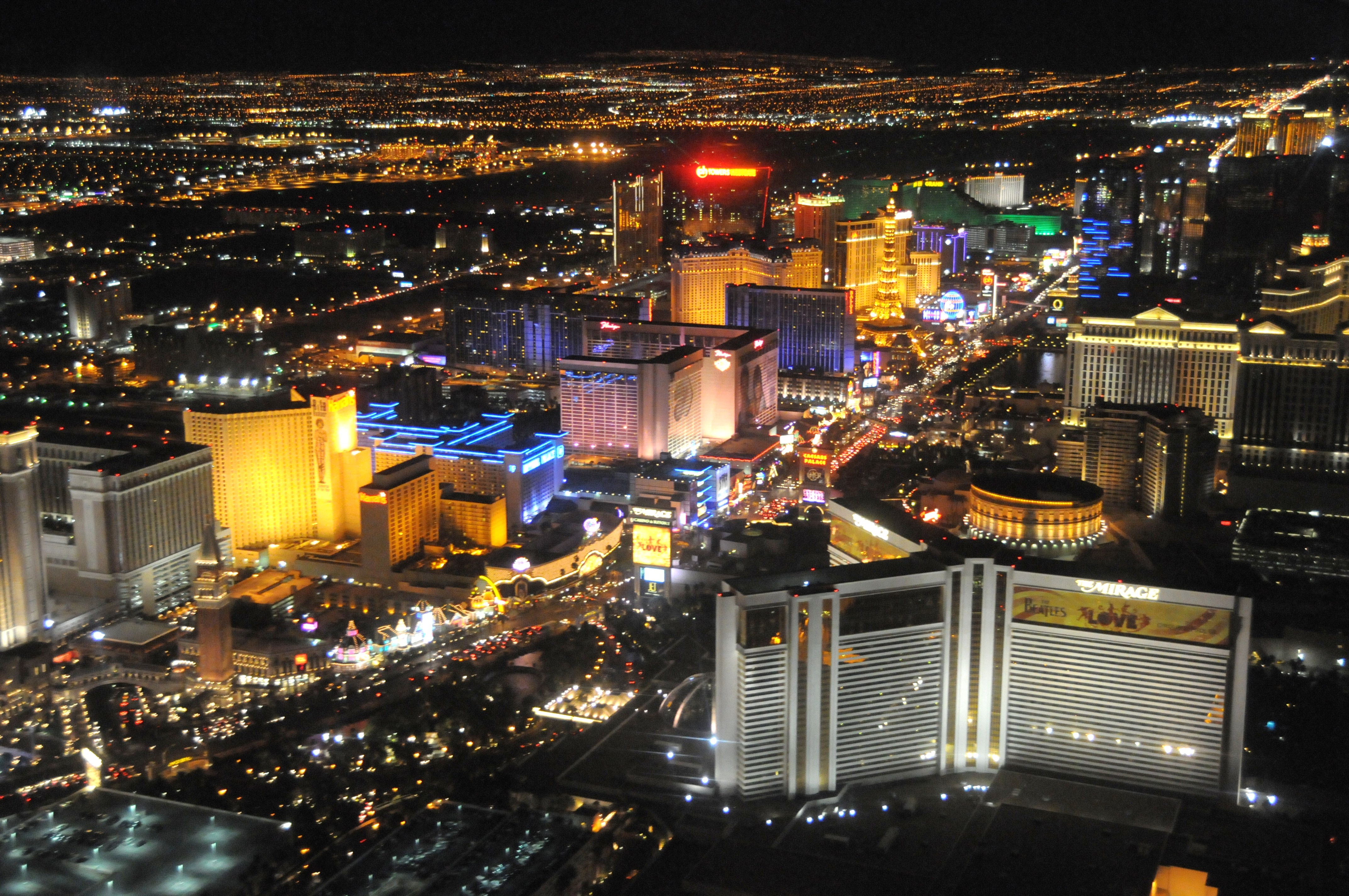
Las Vegas Strip el 2009

Un megaresort és un tipus de complex turístic de mida excepcionalment gran, com els que es troba al Las Vegas Strip. A Singapur, integrated resort és un eufemisme per a referir-se a un complex turístic amb casino.

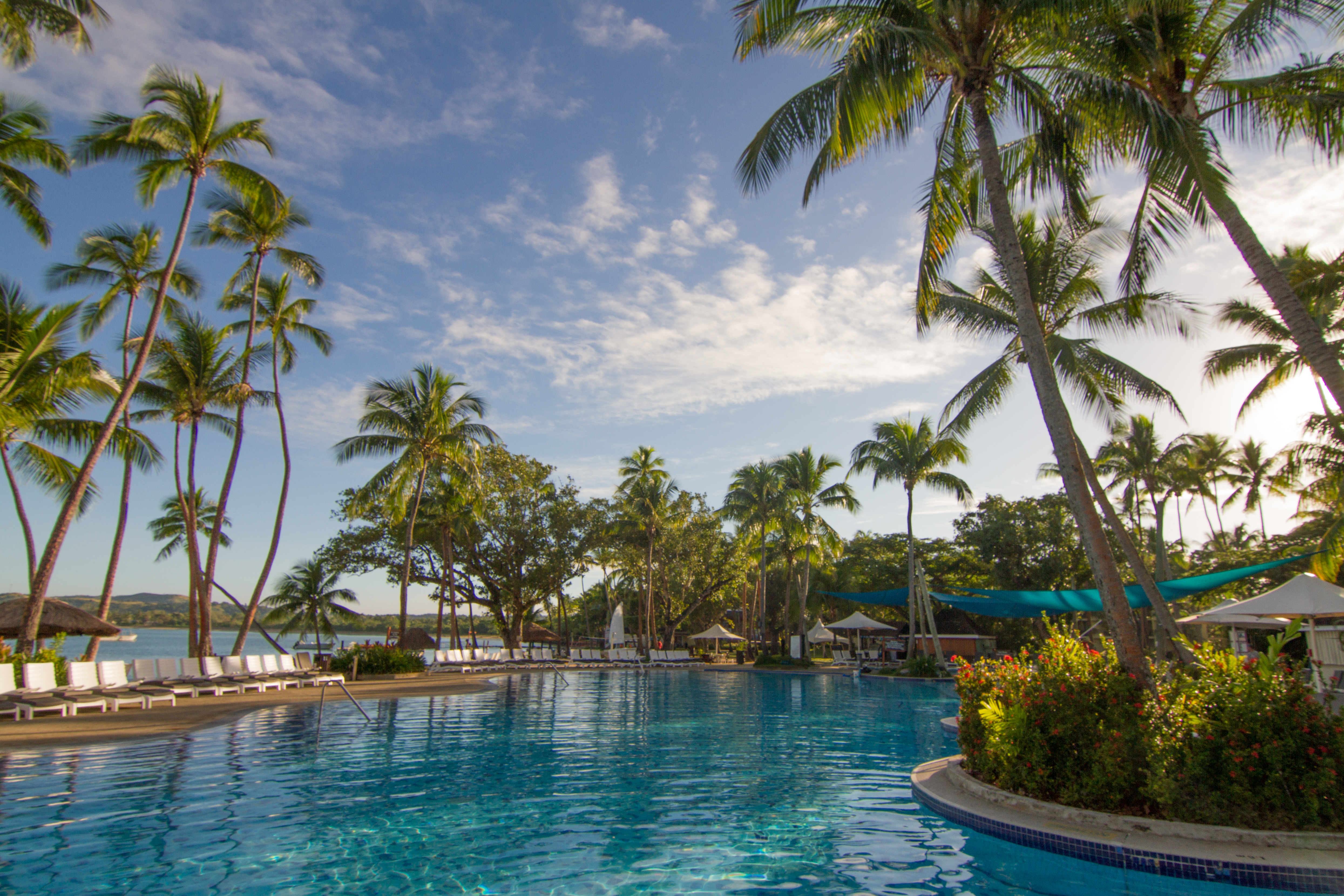
Piscina principal del Shangri-La's Fijian Resort de Viti Levu

Una illa resort és una illa o un arxipèlag que conté complexos turístics, hotels, restaurants, atraccions turístiques i els serveis corresponents. Les Maldives es considera un dels indrets amb els millors complexos turístics insulars, que s'han fet famosos entre les principals celebritats internacionals.